# Kaple svaté Anny (Jáchymov)
Kaple svaté Anny v Jáchymově je původně dřevěná stavba z roku 1517. Je chráněna jako kulturní památka České republiky.

## Dějiny

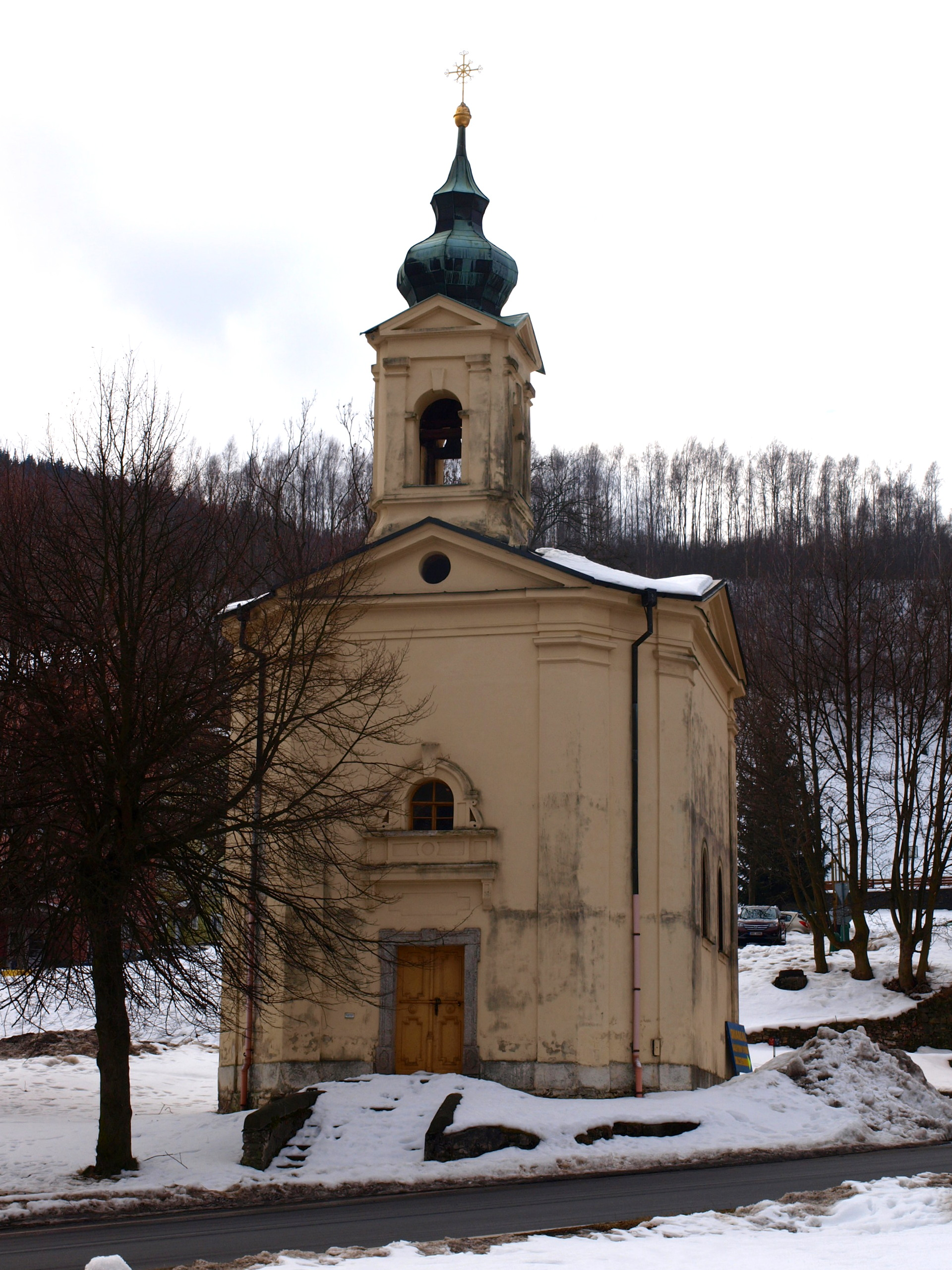
Kaple sv. Anny

Během své existence kaple několikrát vyhořela. Poprvé se tak stalo v roce 1642. Obnovena již jako kamenná byla až po uplynutí 132 let – v roce 1778. Po krátké době – v roce 1783 - se přestala využívat a byla uzavřena. Znovu byla vysvěcena v roce 1803. Při velikém požáru města 31. března 1873 vyhořela na holé zdi. Následně byla opět obnovena a z této doby také pochází její současná podoba. V původní podobě nebylo obnovena pouze střecha. Původně totiž byla kaple zastřešena vysokou kupolí zakončenou lucernou. Poslední rekonstrukce proběhly v letech 1976 a 1993. V tomto roce byla kaple zbavena dřevomorky domácí a dostala novou střechu s fasádou.

## Popis
Obdélníkový půdorys o délce stran 12 x 9 metrů se zkosenými nárožími. Tyto jsou členěny pilastry. Na stavbě je hladký portál s uchy a s letopočtem 1778. Nad vchodem s nízkým štítem je umístěna zvonička s kopulovitou střechou.